# ارکوس ۹۰۴۸۲

سیارک ۹۰۴۸۲ (نماد: ) (به انگلیسی: 90482 Orcus، نامگذاری:2004DW) نود هزار و چهارصد و هشتاد و دومین سیارک کشف شده‌است که در ۱۷ فوریه ۲۰۰۴ کشف شد.